# Renascer (telenovela de 2024)
Renascer (título en español: Renacer) es una telenovela brasileña producida y transmitida por TV Globo. Se emitió del 22 de enero de 2024 al 6 de septiembre de 2024. Está basada en la telenovela del mismo nombre de 1993, creada por Benedito Ruy Barbosa. Desarrollada por Bruno Luperi, está dirigida por Walter Carvalho, Alexandre Macedo, Ricardo França y Mariana Betti. La dirección general es de Pedro Peregrino y la dirección artística es de Gustavo Fernandez.
Está protagonizada por Marcos Palmeira, Theresa Fonseca, Juan Paiva, Giullia Buscacio, Marcelo Mello Jr., Rodrigo Simas, Sophie Charlotte y Vladimir Brichta.

## Reparto

### Reparto principal
- Marcos Palmeira como José Inocêncio "Zé Inocêncio / Painho"[7]
  - Humberto Carrão como el joven José Inocêncio[7]
- Juan Paiva como João Pedro Inocêncio[7]
  - Caique Ivo como el niño João Pedro[8]
- Theresa Fonseca como Mariana Paiva Ferreira[7]
- Sophie Charlotte como Eliana Vieira[7]
- Vladimir Brichta como Coronel Egídio Coutinho[7]
  - Guilherme Brumatti como el joven Egídio[9]
- Giullia Buscacio como Sandra Martinez Coutinho[10]
- Rodrigo Simas como José Venâncio Inocêncio[7]
- Marcelo Mello Jr. como José Bento Inocêncio[11]
- Renan Monteiro como José Augusto Inocêncio "Guto[7]
  - Davi Altino como el niño José Augusto[12]
- Gabriela Medeiros como Isabela Carvalho "Buba"[7]
- Camila Morgado como Iolanda Martinez Coutinho "Dona Patroa"[13][14]
- Irandhir Santos como Sebastião de Pádua "Tião Galinha"[7]
- Alice Carvalho como Joana de Pádua "Joaninha"[15][14]
- Jackson Antunes como Deocleciano Barbosa[7]
  - Adanilo como el joven Deocleciano[7]
- Ana Cecília Costa como Morena de Souza Barbosa[7]
  - Uiliana Lima como la joven Morena[7]
- Edvana Carvalho como Inácia de Jesus Galvão[7]
- Xamã como Damião Cunha[7]
- Matheus Nachtergaele como Norberto dos Reis[7]
- Chico Díaz como Padre Santo[7]
- Almir Sater como Turco Rachid[7]
  - Gabriel Sater como el joven Turco Rachid[7]
- Samantha Jones como Zinha Jupará[15][14]
- Lívia Silva como Teresa Cristina Guedes "Teca"[7]
- Mell Muzzillo como Rita de Cássia de Jesus Galvão "Ritinha"[16][14]
- Breno da Matta como Pastor Lívio[7][17]
- Eli Ferreira como Luciana Matos "Professorinha Lu"[18]
- Juliane Araújo como Valquíria Pereira "Kika"[7]
- Pedro Neschling como Eriberto Ramos "Beto"[19]
- Osvaldo Mil como Marçal[20]
- Juan Queiroz como Pitoco[21]
- Gabriel Lima da Silva como Neno[21]
- José Duboc como Eduardo "Du"[21]
- Manuela Ofredi como Manu[22]
- Pedro Cupido como Pedro[23]

### Invitados especiales
- Duda Santos como Maria Santa Inocêncio "Santinha"[7]
- Juliana Paes como Jacutinga de Arrabal[7]
- Malu Mader como Aurora Guimarães[24]
- Lucy Alves como Lilith[25]
- Antônio Calloni como Coronel Belarmino Ferreira[7]
- Enrique Díaz como Firmino Coutinho "Coronel Pica-Pau"[26]
- Maria Fernanda Cândido como Cândida Gouveia[27]
- Fábio Lago como Venâncio "Boi"[7]
- Evaldo Macarrão como Jupará[7]
- Quitéria Kelly como Helena Ferreira "Nena"[7]
- Belize Pombal como Quitéria[7]
- Julia Lemos como Flor Jupará[7]
- Flávia Barros como Juliete[28]
- Mac Suara como Seu Francisco Cunha "Chico"[29]
- Roney Villela como Clementino[30]
- Gabriela Loran como Maitê[31]
- Bianca Dellafancy como Jorge/Janaína[32]
- Galba Gogóia como Natasha[33]
- Gabriella Cristina como Marianinha[34]
- Malu Galli como Meire Carvalho[35]
- Guilherme Fontes como Humberto Carvalho[35]
- Miguel Rômulo como Décio[36]
- Edmilson Barros como Delegado Nórcia[37]
- Maria Zenayde como Dalva[38]
- Alexandre Damascena como Piolho[39]
- Alan Pellegrino como el repartidor de Casas Bahia[23]

## Audiencia
| Temporada | Episodios | Primera emisión     | Primera emisión              | Última emisión          | Última emisión               | Prom. de espectadores (Puntos de rating) |
| Temporada | Episodios | Fecha               | Audiencia (Puntos de rating) | Fecha                   | Audiencia (Puntos de rating) | Prom. de espectadores (Puntos de rating) |
| --------- | --------- | ------------------- | ---------------------------- | ----------------------- | ---------------------------- | ---------------------------------------- |
| 1         | 197       | 22 de enero de 2024 | 25,9                         | 6 de septiembre de 2024 | 27,1                         | 25,5                                     |